# Saint-Christophe, Rhône
Saint-Christophe är en kommun i departementet Rhône i regionen Auvergne-Rhône-Alpes i östra Frankrike. Kommunen ligger i kantonen Monsols som tillhör arrondissementet Villefranche-sur-Saône. År 2018 hade Saint-Christophe 227 invånare.

## Befolkningsutveckling
Antalet invånare i kommunen Saint-Christophe
| Referens: INSEE |